# Pavetta subvelutina
Pavetta subvelutina är en måreväxtart som beskrevs av Friedrich Anton Wilhelm Miquel. Pavetta subvelutina ingår i släktet Pavetta och familjen måreväxter.
Artens utbredningsområde är Java. Inga underarter finns listade i Catalogue of Life.